# (180739) Barbet
(180739) Barbet est un astéroïde de la ceinture principale.

## Description
(180739) Barbet est un astéroïde de la ceinture principale. Il fut découvert par Bernard Christophe le 19 mai 2004 à l'observatoire de Saint-Sulpice. Il présente une orbite caractérisée par un demi-grand axe de 2,81 UA, une excentricité de 0,091 et une inclinaison de 5,84° par rapport à l'écliptique.
Il fut nommé en l'honneur de l'archéologue Alix Barbet (née en 1940), directeur de recherches en archéologie, spécialisée dans les peintures murales romaines, et également en l'honneur de son époux Jean Barbet (né en 1940), retraité de Thalès.

## Compléments